# Lernziel
Lernziele beschreiben den angestrebten Lerngewinn eines Lernenden, bezogen auf einen bestimmten Lernstoff. Lehrziele geben an, welche Ziele ein Lehrender mit Hilfe der Unterrichtsthemen erreichen will. Die Kombination von Lehr- und Lernziel bezeichnet man als Unterrichtsziel. Lernziele sind eng verwandt aber nicht synonym mit Lernergebnissen.

## Schulisches Lernen
Für die Schulen werden durch die Bildungsministerien über Lehrpläne oder Rahmenpläne grundlegende Lern- bzw. Lehrziele festgelegt. Die Umsetzung der Pläne erfolgt durch beauftragte Lehrkräfte. Für die Planung einzelner Unterrichtseinheiten müssen sie die „Zwischenlernziele“ festlegen, um die Vorgaben für ihre Schüler mit den vorgefundenen Vorkenntnissen umzusetzen, gegebenenfalls durch Individualisiertes Lernen. Das Finden und Festlegen sinnvoller Zwischenlernziele und angemessener Lehrmethoden für jede Unterrichtseinheit ist eine der Hauptaufgaben der Lehrkraft. Sie dienen als Orientierung für die Unterrichtsdurchführung und Überprüfung in Lernzielkontrollen.

## Hochschulisches Lernen
Auch im universitären Kontext spielen Lehr-Lernziele eine wichtige Rolle für die Gestaltung von Curricula. Anders als beim schulischen Lernen haben Hochschulen bei der Definition von Curricula und Lehr-Lernzielen jedoch ein hohes Maß an Autonomie und damit viel Gestaltungshoheit.
Im Zuge des Bologna-Prozesses wurden Richtlinien für eine europaweite Vereinheitlichung von Studiengängen und Studienabschlüssen erarbeitet. Diese beinhalten die Definition von kompetenzorientierten Lernzielen als zentrales Element der Curriculumsgestaltung.

## Selbstbestimmtes Lernen
Beim Selbstbestimmten Lernen werden Lernziele durch individuelle Lernpläne gesetzt. Dies erfolgt durch den Lernenden allein (Autodidakt) oder in Zusammenarbeit mit einem Lernhelfer (z. B. Fachkundiger, Pädagoge). Das selbstbestimmte Lernen wird am ehesten in reformpädagogisch ausgerichteten Schulen und in der Erwachsenenbildung angewandt. Der Lernplan wird häufig in einzelne Lerneinheiten mit Zwischenlernzielen untergliedert.

## Geschichte
Im Zuge der Professionalisierung des Lehrberufs haben im 20. Jahrhundert viele Theoretiker Entscheidungs- und Bedingungsvariablen des Lehr-/Lernprozesses identifiziert und weiter differenziert. Hierzu gehören unter anderem soziokulturelle Bedingungen, Lernmethoden, Medien, Lerninhalte und im Zentrum die Lernziele.
Eine der bekanntesten Theorien über Lernziele ist die Taxonomie von Benjamin Bloom (1913–1999, USA). Sein Beitrag lag vor allem darin, dass er Lernziele in verschiedene Niveaus oder Stufen aufgliederte und so die Handhabung einfacher machte. Lorin W. Anderson (1945–) und David Krathwohl (1921–2016) haben 2001 die Bloomsche Taxonomie mit Hilfe von empirischen Untersuchungen und Praxiserfahrungen weiter fundiert.
Zu den Problemen der Lernzielfestlegung gehört die Frage, ob es exakte Kriterien gibt, um von den obersten Lernzielen, den sogenannten „Richtzielen“ der Lehrpläne, die konkreten Lernziele für jede Unterrichtsstunde zu finden. Eine solche zwingende Deduktion von oben nach unten ist kaum möglich. Der Lehrer muss die Ausgangsbedingungen der Schüler, die Erwartungen der Gesellschaft an ihr Wissen, den Stand der Wissenschaft und viele weitere Faktoren in einer didaktischen Reflexion (=Didaktische Analyse) abwägen und letztlich in eigener Verantwortung die Entscheidungen treffen. Diese Kompetenz gehört zu den didaktischen Kernkompetenzen des Lehrerberufes, die in der Lehrerausbildung trainiert werden sollen. Die gegenwärtige Diskussion um Bildungsstandards hebt die didaktische Verantwortung nicht auf, sondern stellt sie nur vor präziser gefasste Anforderungen, um mehr Einheitlichkeit und Effektivität des Unterrichts zu gewährleisten.
Der US-Amerikaner Robert F. Mager hat die Bedingungen für ein gutes Lernziel definiert als „eine zweckmäßige Zielbeschreibung […], mit der es gelingt, die Unterrichtsabsichten dem Leser mitzuteilen“. Weiter: „Ein eindeutig beschriebenes Lernziel ist also eines, mit dem Sie Ihre Absichten erfolgreich mitteilen. Eine gute Zielbeschreibung schließt darüber hinaus eine möglichst große Anzahl möglicher Missdeutungen aus.“ Auch nennt er in der Lernzielangabe zu vermeidende Verben wie z. B. „verstehen“, da diese keine Überprüfung anhand erkennbarer Handlungen der Lernenden (Operationalisierung) erlauben.
Die Entwicklung einer Lernzielfestlegung fand vor allem in den 1960er und 1970er Jahren statt. In den 1980er Jahren folgte im deutschsprachigen Raum eine Diskussion zur „lernzielorientierten Didaktik“, in der die Rolle der Lernziele in der Unterrichtsplanung näher betrachtet wurde. Hauptvertreter waren Bernhard und Christine Möller aus Oldenburg (siehe Curriculare Didaktik).

## Klassifizierung von Bildungszielen

### Lernzielklassen
Die Bildungsziele werden hierarchisch nach ihrem Konkretisierungsgrad geordnet:
- Leitziele bilden die oberste Ebene der Hierarchie. Sie sind die Obersten Bildungsziele (wie sie z. B. in der Verfassung des Freistaates Bayern, Art. 131 (2) festgelegt sind, z. B. Selbstbeherrschung, Verantwortungsgefühl, Hilfsbereitschaft) und die Allgemeinen Bildungsziele (z. B. Solidarfähigkeit, Selbstbestimmung, Fähigkeit zu urteilen, zum eigenen Standpunkt, Kritikfähigkeit). Weiteres siehe Erziehungsziele.
- Richtziele bezeichnen die fach-, schulart- und jahrgangsspezifische Ebene. Sie sind meist im Lehrplan zu finden und dienen auf einer höheren Ebene der Kompetenzentwicklung.
- Lernziele bilden die Stufe der operationalisierbaren Bildungsziele, die sich weiter differenzieren lassen.[2]
- Grobziele geben das Ziel einer ganzen Unterrichtsstunde oder -einheit an.
- Feinziele geben das Ziel einer Unterrichtsphase oder ein Teilziel an. Es ist die detaillierteste Lehrzielebene, die noch eine abgeschlossene Einheit beschreibt.[3]

Lernziele lassen sich auch hinsichtlich des psychischen Anforderungsprofils beim Lernenden unterscheiden:
- Kognitive Lernziele beziehen sich auf das Wissen und die intellektuellen Fertigkeiten.
- Affektive Lernziele beziehen sich auf Änderungen der Interessen, Einstellungen und Werthaltungen.
- Psychomotorische Lernziele beziehen sich auf physische, manuelle, motorische, sensorische oder technische Fertigkeiten.

### Taxonomien
Lernziele lassen sich nach dem Grad der Komplexität der angestrebten Leistung klassifizieren, d. h. nach Expertisestufe bzw. Kompetenzebene. Derartige Klassifikationsschemata für Lernziele werden als Lernzieltaxonomie bezeichnet. In der Praxis sehr gebräuchlich ist die Bloomsche Taxonomie, die für den kognitiven Bereich die folgenden Klassifikationsebenen für Lernziele definiert:
| Lernzielebenen nach Bloom et al. | Lernzielebenen nach Anderson et al. |
| -------------------------------- | ----------------------------------- |
| 1 Wissen (Knowledge)             | 1 Erinnern (Remember)               |
| 2 Verständnis (Comprehension)    | 2 Verstehen (Understand)            |
| 3 Anwendung (Application)        | 3 Anwenden (Apply)                  |
| 4 Analyse (Analysis)             | 4 Analysieren (Analyze)             |
| 5 Synthese (Synthesis)           | 5 Bewerten (Evaluate)               |
| 6 Evaluation (Evaluation)        | 6 Kreieren bzw. Erschaffen (Create) |

So liegt der Unterschied zwischen Wissen (eine Jahreszahl „kennen“: z. B. Ende des Zweiten Weltkriegs 1945) und Verständnis („erkennen“, dass 1945 eine Stunde Null war) im Grad der erforderlichen geistigen Tätigkeiten, die einmal auf bloßes Behalten, zum anderen auf die Zuweisung einer Bedeutung und hier zusätzlich auf die Auflösung eines sprachlichen Bildes zielt. Diese Lernzieltaxonomie wird in der Schweiz vielfach benutzt.
Die Bloomsche Taxonomie wird heute überwiegend in der überarbeiteten Version von Anderson et al. verwendet, bei der Stufe 5 geändert wurde zu Bewerten und Stufe 6 zu Kreieren.
Ähnlich, aber nicht unmittelbar entsprechend hat der deutsche Psychologe Heinrich Roth im Strukturplan des Deutschen Bildungsrates 1970 vier Lernzielstufen unterschieden:
- Reproduktion
- Reorganisation
- Transfer
- Problemlösung/Reflexion

Diese Stufen hat die deutsche Kultusministerkonferenz in die Einheitlichen Prüfungsanforderungen in der Abiturprüfung übernommen, aber zu nur noch drei Anforderungsbereichen zusammengefasst: 
- (I) Reproduktion
- (II) Reorganisation und Transfer
- (III) Reflexion/Problemlösung/Bewertung

## Lernzielformulierung
Kompetenzorientierte Lernziele beinhalten immer eine Inhalts- und eine Handlungskomponente. Die Inhaltskomponente benennt den Lernstoff bzw. Lerngegenstand, um den es in einer Lehr-Lerneinheit geht. Die Handlungskomponente beschreibt die Kompetenz, die die Lernenden am Ende der Lehr-Lerneinheit auf diesem Lernstoff bzw. Lerngegenstand ausführen können sollen. Damit Lernziele überprüfbar werden, ist die Handlungskomponente so zu formulieren, dass sie ein von außen beobachtbares Verhalten beschreibt.
Negativ-BeispielDie Lernenden verstehen die Bedeutung, die das Ende des Zweiten Weltkriegs auf die politische Entwicklung von Europa hatte.
Positiv-BeispielDie Lernenden erklären in eigenen Worten die Bedeutung, die das Ende des Zweiten Weltkriegs auf die politische Entwicklung von Europa hatte.
Die definierten Lernziele geben Lehrenden und Lernenden gleichermaßen Orientierung für den Lehr- bzw. Lernprozess. Um Missverständnisse zu vermeiden, sollten Lernziele verständlich und eindeutig formuliert sein – sowohl für Lehrende als auch für die Lernenden.
Zur Formulierung kompetenzorientierter Lernziele als beobachtbares Verhalten haben sich aktive, im Lernergebnis überprüfbare Verben bewährt, abgestimmt auf die verschiedenen Kompetenzstufen. Die nachfolgende Liste orientiert sich an verschiedenen Empfehlungen, ist nicht erschöpfend und kann bei Bedarf erweitert werden.
| Nr. | Ebene nach Anderson et al.        | Kognitive Prozesse                                                                                       | Weitere Verben |
| --- | --------------------------------- | --- | --- |
| 1   | Erinnern (Remember)               | - Erkennen - Erinnern                                                                                    | auflisten, aufsagen, aufzählen, benennen, definieren, reproduzieren, wiedergeben, wiederholen                                           |
| 2   | Verstehen (Understand)            | - Interpretieren - Veranschaulichen - Klassifizieren - Zusammenfassen - Folgern - Vergleichen - Erklären | beschreiben, differenzieren, diskutieren, erläutern, erörtern, interpretieren, übersetzen, umschreiben, verallgemeinern, zusammenfassen |
| 3   | Anwenden (Apply)                  | - Ausführen - Implementieren                                                                             | berechnen, durchführen, erstellen, lösen, vorführen                                                                                     |
| 4   | Analysieren (Analyze)             | - Differenzieren - Organisieren - Zuordnen                                                               | einordnen, einstufen, hinterfragen, kategorisieren, unterscheiden, untersuchen, testen, verbinden                                       |
| 5   | Bewerten (Evaluate)               | - Überprüfen - Bewerten                                                                                  | auswählen, begründen, beurteilen, einschätzen, entscheiden, gegenüberstellen, korrigieren, prüfen                                       |
| 6   | Kreieren bzw. Erschaffen (Create) | - Generieren - Planen - Entwickeln                                                                       | bauen, entwerfen, entwickeln, konstruieren, konzipieren                                                                                 |

Es gibt Empfehlungen, bei der Definition von Lernzielen bestimmte Formulierungen zu meiden, die zu viele Deutungen zulassen und keine beobachtbaren Vorgänge beschreiben.
- begreifen,  bewusst  sein,  Bedeutung  erkennen,  Bedeutung  von  etwas  erfassen,  eingearbeitet  sein,  einprägen, einsehen, entnehmen, erlernen, Gefallen finden, glauben, informiert sein, interessiert sein an, kennen, kennenlernen, Kenntnis haben von, können, lernen, mit etwas vertraut sein, nachempfinden,  nachvollziehen,  sich  einer  Sache  bewusst  sein,  sich erinnern,  spüren,  über  etwas  Bescheid  wissen,  verinnerlichen,  versprachlichen,  verstehen,  vertraut  sein  mit,  wahrnehmen,  wirklich  verstehen, wissen, zu würdigen wissen

Vielfach wird heute gefordert, die Lernziele an den Operatoren orientiert zu formulieren. Allerdings sind viele Operatorenlisten (etwa der EPA) nur für Prüfungen konzipiert und decken damit nicht alle sinnvollen Lernziele ab. Etwas zu üben, ist in einer Prüfung sinnlos, kann aber ein Lernziel sein.

## Lernzielkontrolle
Das Setzen von Lernzielen korrespondiert didaktisch zwingend mit entsprechenden Erfolgskontrollen. Lernkontrollen haben die Funktion, den aktuell erreichten Lernstand festzustellen, der mit der Lernzielvorgabe angestrebt war. Sie dienen dazu, eventuelle Korrekturmaßnahmen in der ersten Zielsetzung oder Methodik vorzunehmen und entsprechend den weiteren Weg planen zu können.
Ohne diese Maßnahme käme es zu einer pädagogischen Orientierungslosigkeit, die der Didaktiker Siegbert A. Warwitz mit dem Beispiel eines Seemanns ins Bild setzt, der sich mit seinem Schiff unter der Zielsetzung New York in die Weiten des Ozeans begibt, dann aber mangels einer Standortbestimmung die Orientierung verliert und im Irgendwo oder Nirgendwo ankommt.
Der Notwendigkeit von Lernkontrollen unterliegen sämtliche Lernziele. Die Kritik an der Machbarkeit oder Objektivierbarkeit solcher Überprüfungen resultiert meist aus einer Verwechslung der (konkreten) „Lernziele“ mit der übergeordneten Kategorie der (abstrakten) „Leitziele“, bisweilen auch aus einer übertriebenen Vorstellung von der Operationalisierung der Lernziele.

## Probleme
Das extreme wissenschaftstheoretische Konzept des Behaviorismus, wie es vor allem von Burrhus Frederic Skinner Mitte des 20. Jahrhunderts propagiert wurde, versuchte die Operationalisierung der Lernvorgaben im didaktischen Bereich nach naturwissenschaftlichen Maßstäben zu optimieren. Dies konnte den andersartigen Strukturen entsprechend im geisteswissenschaftlichen Feld nur in Teilbereichen gelingen und führte zu einer exzessiven technokratischen Handhabung, die dem Sinn der Lernkontrollen nicht mehr gerecht wurde. Gewisse pädagogische und psychologische Lernziele, etwa die Veränderung von Motivationen und Verhaltensweisen, entziehen sich einer mathematischen Mess- und Erfassbarkeit.
Leitziele wie Lernziele sind in einem weiten Rahmen, auch nach Schulart differierend, von der Gesellschaft und den Lehrplänen vorgegeben. Es ist jedoch die Aufgabe der Lehrkräfte, deren Sinnhaftigkeit oder sogar Notwendigkeit den Schülern nahezubringen und mit ihnen die gegebenen Freiräume auszuschöpfen, um eine Akzeptanz und ein gutes Arbeitsklima zu erreichen.